# 510 a.C.

## Eventos
- Dario cerca a Babilônia, que havia se revoltado em 512 a.C.. Após doze meses de cerco, a cidade é tomada por um estratagema de Zópiro: ele cortou as próprias orelhas e o nariz,[Nota 1] e entrou na Babilônia como um inimigo de Dario. Ganhando a confiança dos rebeldes, ele entregou a cidade a Dario.[1]
- Em Atenas, a tirania dos Pisístradas é extinta, pelos Alcmeônidas com ajuda dos lacedemônios. Os atenienses erguem estátuas de Harmódio e Aristógito.[1] Estas estátuas, de autoria de Antenor, foram capturadas por Xerxes I, e devolvidas por Antíoco.[2]